# Menonvillea chilensis
Menonvillea chilensis är en korsblommig växtart som först beskrevs av Porphir Kiril Nicolai Stepanowitsch Turczaninow, och fick sitt nu gällande namn av Benjamin Daydon Jackson. Menonvillea chilensis ingår i släktet Menonvillea och familjen korsblommiga växter. Inga underarter finns listade i Catalogue of Life.